# Alicja Sapryk
Alicja Sapryk (ur. 1971) – polska aktorka teatralna i filmowa, absolwentka Państwowej Wyższej Szkoły Teatralnej w Warszawie, suflerka w Teatrze Powszechnym w Warszawie. Jest żoną Tomasza Sapryka i ma z nim troje dzieci: Aleksandrę, Zofię i Maksymiliana.

## Filmografia
- 2003: Zostać Miss 2 – reporterka złapana na terenie hotelu „Egoista”
- 2003: Na Wspólnej – Zuzanna
- 2001: Avalon – Gill

### Gościnnie
- 2010: M jak miłość – Zawadzka, była żona Janka Zawadzkiego, szefa Oazy
- 2007: Ja wam pokażę! (odc.13) – pracodawca
- 2006: Klan – prezes banku
- 2005: Wiedźmy (odc.3) – sekretarka Kozłowskiego
- 2002: Samo życie – ekspedientka w sklepie z dywanami
- 2002: Klan – gość na przyjęciu w Telewizji „Relax” (niewymieniona w napisach)
- 2000: Twarze i maski (odc.1-3) – suflerka
- 1999: Ja, Malinowski (odc.1,2) – sekretarka Beata
- 1993: WOW (serial) (odc.11)